# Paulo Fonseca
Paulo Alexandre Rodrigues Fonseca (n. 5 martie 1973, Nampula, Mozambic) este un fotbalist portughez retras din activitate, care a jucat pe post de fundaș la echipe ca Estrela Amadora, Porto și Guimarães. După încheierea carierei, a devenit antrenor, și antrenează în prezent pe Olympique Lyonnais.
A adunat un total de 111 meciuri și trei goluri în șapte sezoane în Primeira Liga, reprezentând Leça, Belenenses, Marítimo, Vitória de Guimarães și Estrela da Amadora.
Fonseca a devenit antrenor în 2005, dar primul trofeu notabil al său a fost câștigarea Taça de Portugal 2015–16 cu Braga, precum și trei ediții ale Ligii ucrainene cu Shakhtar Donețk. De asemenea, a antrenat Paços de Ferreira clasându-l pe cel mai bun loc al treilea vreodată în Primeira Liga 2012–13, calificând clubul în Liga Campionilor UEFA. După câteva sezoane la conducerea lui Roma în Serie A, s-a alăturat lui Lille în iunie 2022, plecând doi ani mai târziu și revenind în Italia la AC Milan. După 4 luni că antrenor la AC Milan în Serie A vine demis

## Titluri

### Ca antrenor
Porto
- Supertaça Cândido de Oliveira: 2013[2]

Braga
- Taça de Portugal: 2015–16[3]

Șahtior Donețk
- Premier League ucraineană: 2016–17, 2017–18, 2018–19
- Cupa Ucrainei: 2016–17,[4] 2017–18, 2018–19
- Supercupa Ucrainei: 2017[5]

Individual
- Cel mai bun antrenor din Premier League ucraineană: 2016–17[4]